# Alta velocidad ferroviaria en Francia

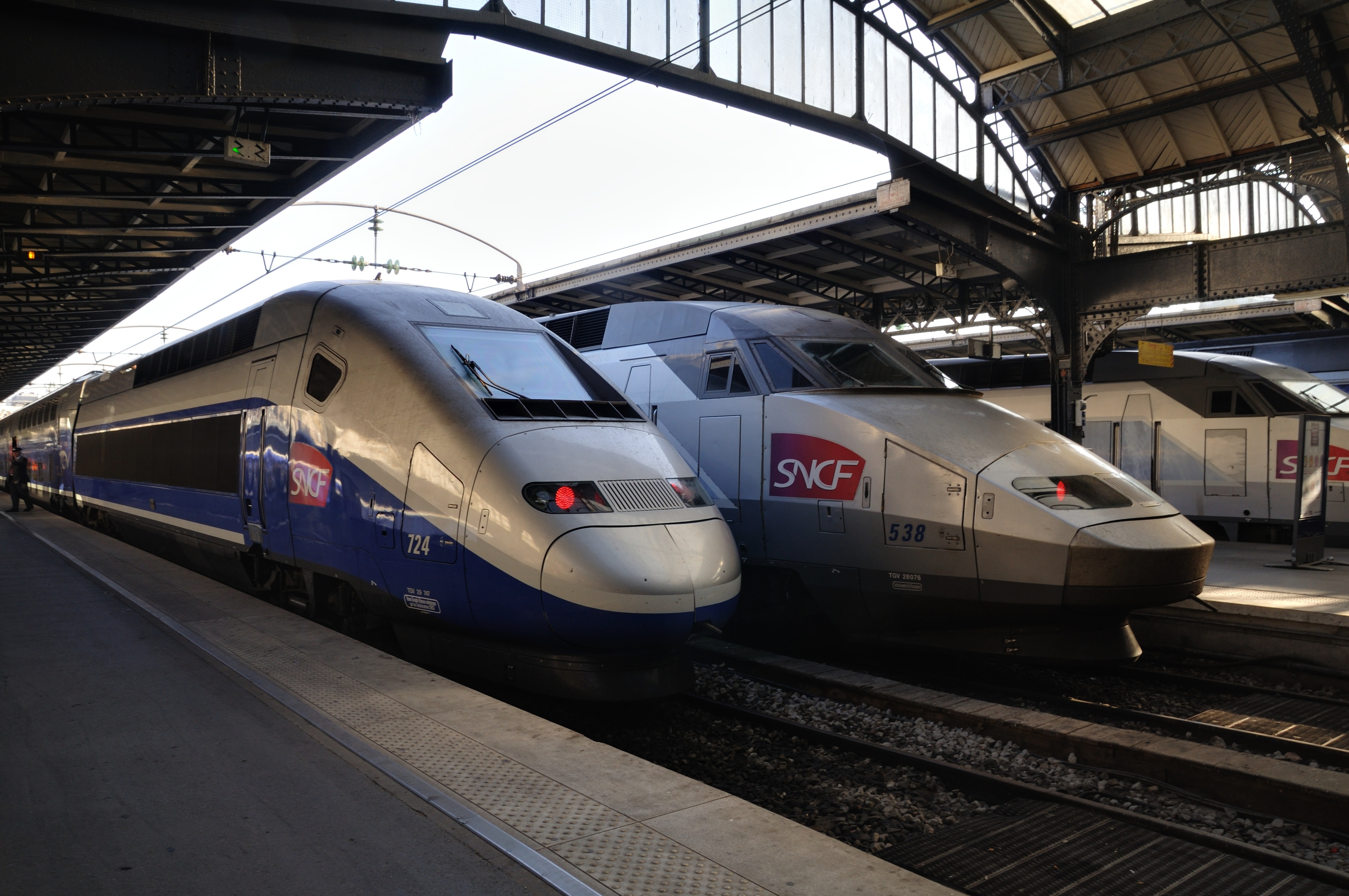
Tres TGV en la estación de tren París Est (2010).

Francia cuenta con una amplia red de líneas ferroviarias de alta velocidad. En junio de 2021, la red francesa de alta velocidad contará con 2.800 km de vías, lo que la convierte en una de las mayores de Europa y del mundo. A principios de 2023 se construirán o proyectarán nuevas líneas. La primera línea de alta velocidad francesa, la LGV Sud-Est, que une las ciudades de París y Lyon, se inauguró en 1981 y era en aquel momento la única línea ferroviaria de alta velocidad de Europa
Además de servir destinos en toda Francia, el sistema ferroviario de alta velocidad también está conectado con el Reino Unido, España, Bélgica, los Países Bajos, Luxemburgo, Alemania, Suiza e Italia. La SNCF, empresa estatal de ferrocarriles de Francia, explota un servicio premium (TGV inOui) y un servicio económico (Ouigo). La red nacional francesa de trenes de alta velocidad sigue el modelo "spoke-hub", centrado en París. Además de su principal operador, la SNCF, también la utilizan Eurostar, Thalys, Deutsche Bahn, Trenitalia France, RENFE y los Ferrocarriles Federales Suizos.

## Historia
La historia de la alta velocidad ferroviaria en Francia, conocida popularmente por el acrónimo TGV (Train à Grande Vitesse), comenzó oficialmente en 1976 cuando el Estado otorgó a la SNCF (Société Nationale des Chemins de fer Français) la concesión para construir una nueva línea entre París y Lyon. Sin embargo, el concepto mismo del TGV se originó en 1965-1966 con la creación de un "Departamento de Investigación" dentro de la SNCF, que posteriormente se convirtió en el "Departamento de Investigación y Tecnología".
Las razones que impulsaron esta idea eran diversas. Por un lado, existían posibilidades técnicas para mejorar la velocidad de la red ferroviaria convencional, respaldadas por los récords establecidos en 1955, que permitieron a los trenes tirados por locomotoras eléctricas convencionales alcanzar velocidades de hasta 331 km/h. Además, el proyecto alemán presentado en 1963 para modernizar la red de Deutsche Bahn y permitir que los trenes de pasajeros circularan a 200 o 250 km/h también influyó en el desarrollo del TGV.
La puesta en servicio en octubre de 1964 del primer Shinkansen en Japón, que operaba a 210 km/h en una infraestructura dedicada en la línea Tōkaidō, también fue una inspiración para el desarrollo del TGV en Francia. Por último, desde 1964, el proyecto del ingeniero Jean Bertin sobre el aerotren, que planteaba la posibilidad de un enlace de alta velocidad entre París y Lyon a 400 km/h, despertó el interés de los ingenieros de la SNCF, aunque estaban más aferrados al sistema rueda-carril tradicional.
Estos factores combinados llevaron al inicio de la investigación y desarrollo de la alta velocidad ferroviaria en Francia. El proyecto TGV se convirtió en una ambiciosa empresa que buscaba revolucionar el transporte ferroviario y superar las limitaciones de la red convencional. A través de décadas de trabajo, innovación y superación de desafíos técnicos, el TGV se convirtió en un símbolo de la excelencia en ingeniería y diseño ferroviario, logrando velocidades récord y ofreciendo a los pasajeros una forma rápida y eficiente de viajar por el país.
Hoy en día, la red de alta velocidad ferroviaria en Francia continúa expandiéndose, conectando diversas ciudades y regiones y ofreciendo a los viajeros una alternativa atractiva al transporte aéreo y por carretera. El TGV se ha convertido en un ícono de la ingeniería francesa y un modelo para otros países que buscan implementar sistemas de alta velocidad en sus propias redes ferroviarias.